# Бочкала, Роман Александрович
Роман Александрович Бочкала (укр. Роман Олександрович Бочкала) — украинский журналист, военный корреспондент, общественный деятель.

## Биография
Родом из Джанкоя в Крыму. Занимался журналистикой с 17 лет. Сначала работал в газете, потом на 11-м канале, а затем на Черноморской ТРК. Заочно получил высшее образование в Таврическом национальном университете, факультет управления.
В 2005 году, по словам Бочкалы, на него было совершено нападение, в результате которого его повесили, избили (тройной перелом голеностопа, разбитое колено, ключица, сломаны ребра) и оставили без сознания в снегу. В то время он расследовал факты «крышевания» милицией наркобизнеса и точек сбора металлолома.
В 2007 году поступил в Интершколу, затем в 2008 году переехал в Киев и начал работать на телеканале Интер.
Как корреспондент освещал военные и гражданские конфликты в Иране, Афганистане, Сирии, Сомали, ДР Конго, Косово, Ливане, Руанди, Либерии, Египте, Южной Осетии, горной Абхазии, Иордании, Турции.
В 2013 году стал соучредителем ООО «Информационное агентство „Стоп коррупции ТВ“».
С 2014 года освещал события войны на востоке Украины. После захвата Славянска поехал на контролируемую сепаратистами территорию, где был задержан сепаратистами и избит. 8 июля 2014 года под Луганском получил травму руки, в то время как от ранения осколком в голову погиб его военный собеседник Дмитрий Герасимчук.
В апреле-мае 2016 года проходил стажировку по противодействию коррупции в США по программе обменов «Открой мир». В августе 2016 года уволился с телеканала «Интер».

## Общественная деятельность
В 2015 году совместно с единомышленниками основал общественную организацию «Стоп коррупции» — объединение журналистов, юристов и неравнодушных общественных активистов, которое проводит журналистские расследования и правозащитную деятельность с целью устранения коррупционного произвола среди должностных лиц и судей, сопротивляется коррумпированным таможенникам, нелегальным лесорубам и добытчикам ископаемых.
С июня 2016 года входит в Совет общественного контроля при Национальном антикоррупционном бюро Украины (НАБУ).
В 2016—2017 годах — член Киевской конкурсной комиссии Генеральной прокуратуры Украины по отбору руководящего состава местных прокуроров.
Волонтёр «Корпуса мира» США в Украине.

## Знаки отличия
- Победитель журналистского конкурса «Серебряное перо» (2006)[1]
- Почётное звание Заслуженный журналист Украины (2013)[7]
- Благодарность Верховной Рады Украины «За преданную работу в зоне проведения АТО» (2014)[1]
- Премия «Телетриумф» в номинации «Репортер» (2015)[8]
- Отличия Министерства обороны Украины[1].

## Ссылка
- Официальная страница Роман Бочкала в социальной сети Facebook